# Tunveer Mohyuddin Gillani
Tunveer Mohyuddin Gillani (17 februari 1969) is een Pakistaanse schaker. Sinds 2021 heeft hij de titel FIDE Meester (FM). Hij is drie keer kampioen van Pakistan geweest: in 1991, 2004 en 2006. Op de Schaakolympiade won hij in 2006 een individuele gouden medaille.

## Schaakcarrière
Tunveer Mohyuddin Gillani won drie keer het schaakkampioenschap van Pakistan: in 1991, 2004 en 2006. In 2009 nam hij in New Delhi deel aan het Aziatische zonetoernooi 3.2 voor het Wereldkampioenschap schaken, en eindigde op een 8e plaats.
Tunveer Mohyuddin Gillani speelde voor Pakistan in de volgende Schaakolympiades:
- in 1992, aan bord 1 in de 30e Schaakolympiade in Manilla (+6 =1 –5)
- in 2000, aan bord 2 in de 34e Schaakolympiade in Istanboel (+3 =5 –4)
- in 2004, aan bord 1 in de 36e Schaakolympiade in Calvià (+3 =2 –6)
- in 2006, aan bord 1 in de 37e Schaakolympiade in Turijn (+6 =2 –0) met een individuele gouden medaille
- in 2010, aan bord 4 in de 39e Chess Olympiade in Chanty-Mansiejsk (+3 =2 –6)

## Externe koppelingen
- (en)   Informatie over schaakpartijen van Tunveer Mohyuddin Gillani op ChessGames.com
- (en)   Informatie over schaakpartijen van Tunveer Mohyuddin Gillani op 365chess.com
- (en)  FIDE-ratinggegevens voor Tunveer Mohyuddin Gillani